# Brundinia meridionalis
Brundinia meridionalis är en skalbaggsart som först beskrevs av Étienne Mulsant och Claudius Rey 1853.  Brundinia meridionalis ingår i släktet Brundinia, och familjen kortvingar. Arten är reproducerande i Sverige.